# عقل تواصلي

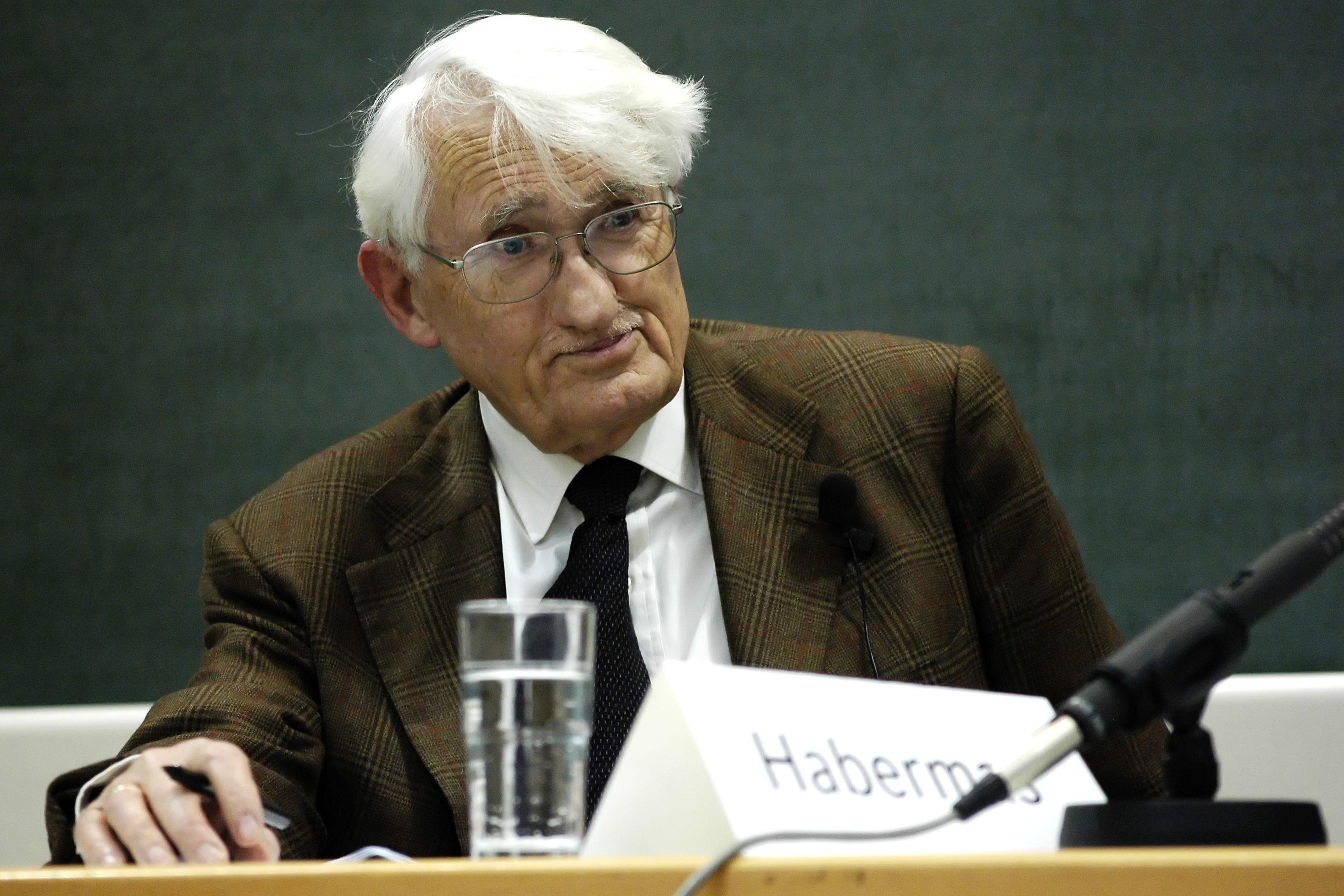

العقل التواصلي أو العقلانية التواصلية هي نظرية أو باقة من النظريات التي تصف العقلانية الإنسانية بوصفها نتيجة ضرورية للإتصال الناجح. وبالتحديد هذه النظرية أو النظريات مرتبطة بفلسفة كارل أوتو آبل ويورغن هابرماس، جنباً إلى جنب النظريات المرتبطة بها مثل تلك المتعلقة بخطاب الأخلاق وإعادة البناء العقلاني. وجهة النظر هذه مرتبطة بالقواعد والإجراءات التي يمكن من خلالها التوصل إلى اتفاق، ومن ثم وجهة نظر حول العقل باعتباره صورة للتوضيح أو التفسير العام.